# BVZ ABDeh 8/8
Die ABDeh 8/8 waren Zahnrad-Elektrotriebwagen der Brig-Visp-Zermatt-Bahn (BVZ) bzw. deren Nachfolgerin Matterhorn-Gotthard-Bahn (MGB).

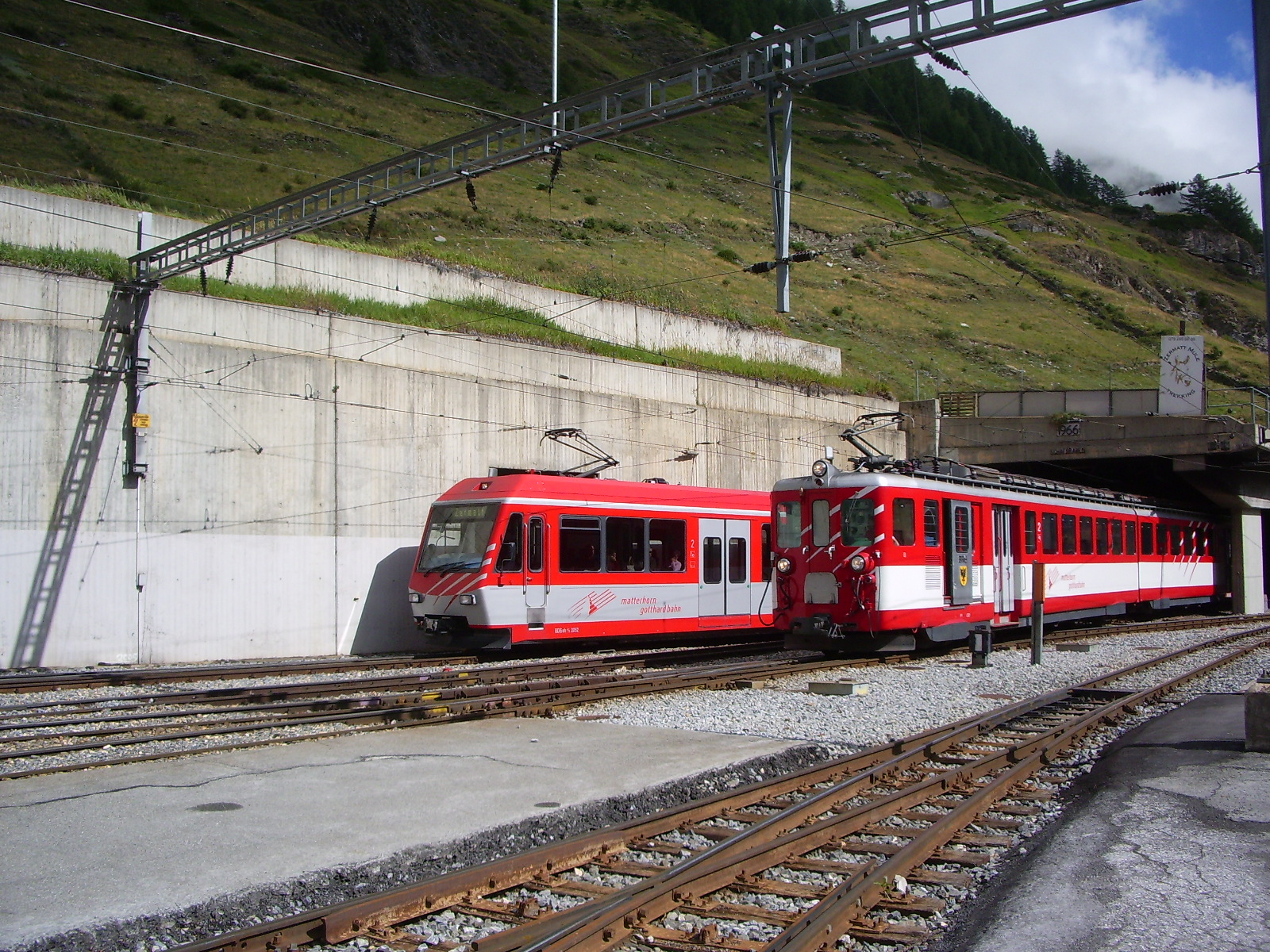
ABDeh 6/6 2041 in neuer MGB-Lackierung (vorne)

Die Doppeltriebwagen sind eine Weiterentwicklung der 1960 in Betrieb genommenen Gelenktriebwagen ABDeh 6/6, die aufgrund eines Verkehrszuwachses Ende der fünfziger Jahre bestellt wurden und ein Zuggewicht von 132 t befördern konnten. Dank dem vierten Triebdrehgestell konnten die ABDeh 8/8 sogar ein Zuggewicht von 175 t befördern. Ausserdem unterscheiden sie sich von ihren Vorgängern im Aufbau: Die zwei kurzgekuppelten Wagenkästen sitzen auf jeweils zwei Drehgestellen, auf den beiden Aussendrehgestellen über je zwei Seitenstützen und auf den beiden Innendrehgestellen über je zwei Mittelstützen. Bei den ABDeh 8/8 schliessen sich wie bei den ABDeh 6/6 auf Zermatter Seite ein Gepäckabteil und auf Briger Seite ein 1.-Klasse-Abteil an, allerdings folgt dann schon zur Mitte hin die Einstiegsplattform und danach erst die Toilette und der Apparateraum. In der Mitte befinden sich, wie bei den Vorgängern, die beiden Zweite-Klasse-Abteile. Ausserdem haben sie ebenfalls Kardanwelle und Winkelachsgetriebe. Der Transformator allerdings liegt nicht mehr über der Einstiegsplattform, sondern unter dem Wagenboden.
1980 wurden die alternden Gummi-Federungen, die für häufige Entgleisungen verantwortlich waren, durch neue Flexicoil-Federungen ersetzt.
Die 2002 bis 2014 gelieferten Stadler-Triebzüge BDSeh 4/8 und Komet erlaubten den sukzessiven Rückzug der drei Doppeltriebwagen. Im Jahr 2008 wurde mit dem 2043 das erste Fahrzeug abgebrochen, im Jahr 2011 ereilte den 2041 das gleiche Schicksal, im Jahr 2014 wurde der 2042 ausser Betrieb genommen und abgestellt.
Es gab Überlegungen, dass der Verein MGBahn-Historic den Doppeltriebwagen Nr. 2042 erhält, doch davon sah der noch junge Verein ab, da für den defekten Doppeltriebwagen eine Millionensumme nötig gewesen wäre, welche für den noch in den «Startlöchern» steckenden Verein ein grosser Brocken gewesen wäre. Hinzu kam, dass diese Doppeltriebwagen im Vergleich zu den anderen Fahrzeugen des Vereins sehr jung und beispielsweise viel weniger bekannt als die HGe 4/4 «Balkonlokomotiven (ex.FO)» und «Krokodile (ex.BVZ)» gewesen wären. Daher wurde auch der letzte BVZ-Doppeltriebwagen im Oktober 2017 der Entsorgung zugeführt.

## Liste der ABDeh 8/8
| Betriebsnummer | Taufname | Inbetriebnahme | Status                                |
| -------------- | -------- | -------------- | ------------------------------------- |
| 2041           | Brig     | 1965           | ausrangiert und abgebrochen 2011      |
| 2042           | Visp     | 1965           | ausrangiert 2014 und abgebrochen 2017 |
| 2043           | Zermatt  | 1965           | ausrangiert und abgebrochen 2008      |